# Carpintería (San Luis)
Carpintería es una localidad ubicada en el Departamento Junín, en la provincia de San Luis, Argentina. 
Se encuentra al pie de las sierras de Comechingones, donde el cerro Blanco llega a los 2200 m s. n. m.
Dista 8 km de la ciudad de Merlo, casi en el límite con la provincia de Córdoba. Fue declarada Capital del Parapente.

## Población
Contó con 1,788 habitantes (Indec, 2010), lo que representó un marcado incremento del 219% frente a los 560 habitantes (Indec, 2001) del censo anterior.
Según el censo 2022 la población total del municipio fue de 4,163personas. En tanto, el número de viviendas registradas fue de 1767.
| Gráfica de evolución demográfica de Carpintería entre 1970 y 2022 |
|                                                                   |
| Fuente: Censos nacionales del INDEC                               |

## Historia
Carpintería contaba, históricamente con una carpintería donde se reparaban los carros que iban o volvían de Junín. Su símbolo es una rueda de carreta.